# 松薗勉
松薗 勉（まつぞの つとむ、1927年 - 2011年10月31日）は、鹿児島県出身の元陸上自衛隊医官、陸将。

## 経歴
旧制熊本医科大学卒。
陸上自衛隊任官後、札幌地区病院長を経て、1984年4月から1985年7月まで陸上自衛隊衛生学校長。
その後西部方面総監部付となり、1985年10月退官。
2011年10月31日、肺炎のため死去、84歳。